# Santo Amaro das Brotas
Santo Amaro das Brotas este un oraș în Sergipe (SE), Brazilia.